# Juan Andrés García Román
Juan Andrés García Román (Granada, 1979) es un poeta, traductor crítico literario español y profesor en la Universidad Internacional de la Rioja (UNIR).

## Biografía
A los diecinueve años comenzó su dedicación a la poesía. 
Tras licenciarse en Teoría de la Literatura y Literatura Comparada, realizó el Doctorado en la Universidad de Granada. 
Posteriormente se trasladó a Alemania, donde fue profesor de español en la Universidad Técnica de Aquisgrán RWTH (2014-2020); y de regreso a España, es profesor de Literatura Hispanoamericana y Escritura creativa en la Universidad Internacional de la Rioja.

## Obra
García Román se define a sí mismo como un "poeta de la nostalgia", el lugar donde batalla como escritor y a donde llega a una completa recreación de la infancia. También ha sido definido como un poeta de lo fantástico. Concibe la poesía como "una especie de rebeldía dentro de las palabras".

### Antologías donde se le incluye
Su poesía ha sido parcialmente traducida al italiano, el inglés y el búlgaro y ha sido recogida en diversas antologías de poesía actual:
- Granada, En lo Oscuro y en el Agua, Huelva: Diputación Provincial, 2006.
- Deshabitados, Granada: Diputación, Col. Maillot Amarillo, 2008, coordinada por Juan Carlos Abril.
- Antología del Beso, poesía última española, Málaga: Mitad Doble Ediciones, 2009, coordinada por Julio César Jiménez Moreno.
- La inteligencia y el hacha. Un panorama de la generación poética de 2000, Madrid: Visor, 2010, coordinada por Luis Antonio de Villena.
- Para los años diez (7 poetas españoles), Montevideo: Editorial Hum, Col. Nomeolvides, 2011, coordinada por Juan Carlos Reche.
- Todo es poesía en Granada. Panorama poético (2000-2015). José Martín de Vayas (antólogo). Granada: Esdrújula Ediciones, 2015.
- Poesía fantástica (2007-2019), Valencia:  Editorial Pre-Textos, 2020.

También ha publicado artículos críticos y reseñas en revistas como Quimera, Turia, El Maquinista de la Generación, La Estafeta del Viento o Paraíso.

### Poesía
- Querido jinete azul, no volveré a escribir cartas tan tristes (Accésit del Premio de Poesía Artífice 2002), Loja: Ed. Proemio,2002.
- Perdida Latitud (VII Premio de poesía joven Antonio Carvajal), Madrid: Hiperión, 2004.
- Soledad que da al mar (XI Premio de Poesía Villa de Peligros 2004), Granada: Diputación, 2004.
- Las canciones de Lázaro (Premio Florentino Pérez-Embid), Madrid: Rialp, 2005.
- Launa, Madrid: Biblioteca Nueva, 2006.
- El fósforo astillado (XL Premio de Poesía Hermanos Argensola), Barcelona: DVD Ediciones, 2008.
- La adoración, Barcelona: DVD Ediciones, 2011.
- Fruta para el pajarillo de la superstición, Valencia: Pre-Textos, 2016.
- Neorromanticismo, Barcelona: Ultramarinos, 2023.

### Traducciones (selección)
- Mitsou, historia de un gato; Cartas a un joven pintor, de Rainer Maria Rilke / Balthus, Madrid: Artemisa, 2006.
- Poemas a la noche y otra poesía póstuma y dispersa, de Rainer Maria Rilke, Barcelona: DVD Ediciones, 2008.
- Poemas no escritos = Ungeschribene gedichte, de Arne Rautenberg, Lucena: Juan de Mairena Editores, 2009.
- Las elegías, de Friedrich Hölderlin, Barcelona: DVD Ediciones, 2009.
- Lo grotesco: su realización en literatura y pintura, de Wolfgang Kayser, Madrid: Antonio Machado Libros, 2010.
- Bebuquin o Los diletantes del milagro, de Carl Einstein, Madrid: Antonio Machado Libros, 2011.